# Puchar Heinekena (2010/2011)
Puchar Heinekena 2010/2011 – szesnasta edycja Pucharu Heinekena, pierwszego poziomu europejskich klubowych rozgrywek w rugby union. Zawody odbyły się w dniach 8 października 2010 – 21 maja 2011 roku.
Najwięcej punktów w sezonie zdobył Jonathan Sexton (138), w klasyfikacji przyłożeń zwyciężył zaś Paul Diggin.

## Faza grupowa

### Grupa A
| 8 października 201020:00 | Northampton Saints                                                            | 18:14(5:8) | Castres                                                        | Franklin’s Gardens, Northampton Widzów: 12 835 Sędzia: John Lacey |
| 8 października 201020:00 | Ben Foden 5 (P) Bruce Reihana 5 (P) Shane Geraghty 5 (pd K) Steve Myler 3 (K) | 18:14(5:8) | Cameron McIntyre 3 (dg) Joe Tekori 5 (P) Pierre Bernard 6 (2K) | Franklin’s Gardens, Northampton Widzów: 12 835 Sędzia: John Lacey |
| 8 października 201020:00 | Mathieu Bonello                                                               | 18:14(5:8) |                                                                | Franklin’s Gardens, Northampton Widzów: 12 835 Sędzia: John Lacey |

| 9 października 201017:45 | Cardiff Blues                                              | 18:17(13:10) | Edynburg                                                       | Cardiff City Stadium, Cardiff Widzów: 10 521 Sędzia: Romain Poite |
| 9 października 201017:45 | Casey Laulala 5 (P) Chris Czekaj 5 (P) Dan Parks 8 (pd 2K) | 18:17(13:10) | Allan Jacobsen 5 (P) Ben Cairns 5 (P) Chris Paterson 7 (2pd K) | Cardiff City Stadium, Cardiff Widzów: 10 521 Sędzia: Romain Poite |
| 9 października 201017:45 | Chris Paterson                                             | 18:17(13:10) |                                                                | Cardiff City Stadium, Cardiff Widzów: 10 521 Sędzia: Romain Poite |

| 15 października 201021:00 | Castres                                                                            | 27:20(27:6) | Cardiff Blues                                                                  | Stade Pierre-Antoine, Castres Widzów: 8000 Sędzia: Alan Lewis |
| 15 października 201021:00 | Marc Andreu 5 (P) Romain Teulet 14 (pd 4K) Seremaia Bai 3 (dg) Vincent Inigo 5 (P) | 27:20(27:6) | Ben Blair 6 (2K) Ceri Sweeney 4 (2pd) Maama Molitika 5 (P) Scott Andrews 5 (P) | Stade Pierre-Antoine, Castres Widzów: 8000 Sędzia: Alan Lewis |
| 15 października 201021:00 | Thomas Sanchou                                                                     | 27:20(27:6) |                                                                                | Stade Pierre-Antoine, Castres Widzów: 8000 Sędzia: Alan Lewis |

| 16 października 201013:30 | Edynburg                                                                            | 27:31(24:21) | Northampton Saints                                                               | Murrayfield Stadium, Edynburg Widzów: 4905 Sędzia: Jérôme Garcès |
| 16 października 201013:30 | Allan Jacobsen 5 (P) Ben Cairns 5 (P) Chris Paterson 12 (3pd 2K) Netani Talei 5 (P) | 27:31(24:21) | Dylan Hartley 5 (P) James Downey 5 (P) Paul Diggin 5 (P) Steve Myler 16 (2pd 4K) | Murrayfield Stadium, Edynburg Widzów: 4905 Sędzia: Jérôme Garcès |

| 11 grudnia 201017:45 | Northampton Saints                                           | 23:15(10:12) | Cardiff Blues                | Franklin’s Gardens, Northampton Widzów: 13 499 Sędzia: Romain Poite |
| 11 grudnia 201017:45 | Chris Ashton 5 (P) Paul Diggin 5 (P) Steve Myler 13 (2pd 3K) | 23:15(10:12) | Dan Parks 15 (5K)            | Franklin’s Gardens, Northampton Widzów: 13 499 Sędzia: Romain Poite |
| 11 grudnia 201017:45 | Courtney Lawes · Dylan Hartley · James Downey                | 23:15(10:12) | Gareth Williams · Tau Filise | Franklin’s Gardens, Northampton Widzów: 13 499 Sędzia: Romain Poite |

| 11 grudnia 201018:45 | Castres                                                                            | 21:16(9:9) | Edynburg                                                         | Stade Pierre-Antoine, Castres Widzów: 7570 Sędzia: JP Doyle |
| 11 grudnia 201018:45 | Pierre Bernard 2 (pd) Romain Teulet 9 (3K) Steve Malonga 5 (P) Vincent Inigo 5 (P) | 21:16(9:9) | Chris Paterson 8 (pd 2K) Greig Laidlaw 3 (K) Simon Webster 5 (P) | Stade Pierre-Antoine, Castres Widzów: 7570 Sędzia: JP Doyle |
| 11 grudnia 201018:45 | Fraser McKenzie                                                                    | 21:16(9:9) |                                                                  | Stade Pierre-Antoine, Castres Widzów: 7570 Sędzia: JP Doyle |

| 19 grudnia 201015:00 | Cardiff Blues                                | 19:23(9:9) | Northampton Saints                    | Cardiff City Stadium, Cardiff Widzów: 7124 Sędzia: Jérôme Garcès |
| 19 grudnia 201015:00 | Dan Parks 14 (pd dg 3K) Richard Mustoe 5 (P) | 19:23(9:9) | Calum Clark 5 (P) Steve Myler 18 (6K) | Cardiff City Stadium, Cardiff Widzów: 7124 Sędzia: Jérôme Garcès |
| 19 grudnia 201015:00 | Bradley Davies · Xavier Rush                 | 19:23(9:9) | Calum Clark · James Downey            | Cardiff City Stadium, Cardiff Widzów: 7124 Sędzia: Jérôme Garcès |

| 20 grudnia 201014:00 | Edynburg                                                                                         | 24:22(14:10) | Castres                                                                                           | Murrayfield Stadium, Edynburg Sędzia: Wayne Barnes |
| 20 grudnia 201014:00 | Chris Paterson 4 (2pd) David Blair 5 (pd K) Lee Jones 5 (P) Simon Webster 5 (P) Tim Visser 5 (P) | 24:22(14:10) | Pierre Bernard 3 (K) Rodrigo Capo Ortega 5 (P) Sebastien Tillous-Borde 5 (P) Seremaia Bai 4 (2pd) | Murrayfield Stadium, Edynburg Sędzia: Wayne Barnes |
| 20 grudnia 201014:00 | Greig Laidlaw                                                                                    | 24:22(14:10) |                                                                                                   | Murrayfield Stadium, Edynburg Sędzia: Wayne Barnes |

| 14 stycznia 201119:30 | Cardiff Blues                          | 14:9(11:3) | Castres                                  | Cardiff City Stadium, Cardiff Widzów: 7024 Sędzia: Andrew Small |
| 14 stycznia 201119:30 | Dan Parks 9 (3K) Leigh Halfpenny 5 (P) | 14:9(11:3) | Pierre Bernard 3 (K) Seremaia Bai 6 (2K) | Cardiff City Stadium, Cardiff Widzów: 7024 Sędzia: Andrew Small |
| 14 stycznia 201119:30 | Yoan Audrin                            | 14:9(11:3) |                                          | Cardiff City Stadium, Cardiff Widzów: 7024 Sędzia: Andrew Small |

| 14 stycznia 201120:00 | Northampton Saints                                                             | 37:0(37:0) | Edynburg | Franklin’s Gardens, Northampton Widzów: 13 165 Sędzia: Christophe Berdos |
| 14 stycznia 201120:00 | Brian Mujati 5 (P) Joe Ford 2 (pd) Paul Diggin 20 (4P) Steve Myler 10 (2pd 2K) | 37:0(37:0) |          | Franklin’s Gardens, Northampton Widzów: 13 165 Sędzia: Christophe Berdos |
| 14 stycznia 201120:00 | Kyle Traynor                                                                   | 37:0(37:0) |          | Franklin’s Gardens, Northampton Widzów: 13 165 Sędzia: Christophe Berdos |

| 22 stycznia 201117:45 | Edynburg                               | 14:21(11:6) | Cardiff Blues                            | Murrayfield Stadium, Edynburg Widzów: 2379 Sędzia: Pascal Gaüzère |
| 22 stycznia 201117:45 | Ben Cairns 5 (P) Chris Paterson 9 (3K) | 14:21(11:6) | Dan Parks 6 (2K) Leigh Halfpenny 15 (5K) | Murrayfield Stadium, Edynburg Widzów: 2379 Sędzia: Pascal Gaüzère |
| 22 stycznia 201117:45 | Alan MacDonald                         | 14:21(11:6) | Dafydd Hewitt                            | Murrayfield Stadium, Edynburg Widzów: 2379 Sędzia: Pascal Gaüzère |

| 22 stycznia 201118:45 | Castres                                               | 12:23(7:15) | Northampton Saints                                                         | Stade Pierre-Antoine, Castres Widzów: 5025 Sędzia: Peter Fitzgibbon |
| 22 stycznia 201118:45 | Pierre Bernard 7 (P pd) Sebastien Tillous-Borde 5 (P) | 12:23(7:15) | Ben Foden 5 (P) Joe Ansbro 5 (P) Phil Dowson 5 (P) Steve Myler 8 (pd dg K) | Stade Pierre-Antoine, Castres Widzów: 5025 Sędzia: Peter Fitzgibbon |

### Grupa B
| 9 października 201013:30 | Leinster | 38:22(21:6) | Racing Métro                                                         | RDS Arena, Dublin Widzów: 17 936 Sędzia: Dave Pearson |
| 9 października 201013:30 | Fergus McFadden 5 (P) Isa Nacewa 13 (2pd 3K) Jamie Heaslip 5 (P) Richardt Strauss 5 (P) Rob Kearney 5 (P) Sean O’Brien 5 (P) | 38:22(21:6) | Albert Vulivuli 5 (P) Francois Steyn 6 (2K) Jerome Fillol 11 (pd 3K) | RDS Arena, Dublin Widzów: 17 936 Sędzia: Dave Pearson |
| 9 października 201013:30 | Nicolas Durand | 38:22(21:6) |                                                                      | RDS Arena, Dublin Widzów: 17 936 Sędzia: Dave Pearson |

| 9 października 201016:30 | Clermont                                                                                 | 25:10(12:3) | Saracens                                      | Stade Marcel-Michelin, Clermont-Ferrand Widzów: 16 007 Sędzia: Peter Allan |
| 9 października 201016:30 | Jamie Cudmore 5 (P) Julien Malzieu 5 (P) Morgan Parra 10 (2pd 2K) Napolioni Nalaga 5 (P) | 25:10(12:3) | David Strettle 5 (P) Derick Hougaard 5 (pd K) | Stade Marcel-Michelin, Clermont-Ferrand Widzów: 16 007 Sędzia: Peter Allan |
| 9 października 201016:30 | Davit Zirakashvili · Jamie Cudmore                                                       | 25:10(12:3) |                                               | Stade Marcel-Michelin, Clermont-Ferrand Widzów: 16 007 Sędzia: Peter Allan |

| 16 października 201014:30 | Racing Métro                                     | 16:9(13:6) | Clermont              | Stade Olympique Yves-du-Manoir, Colombes Widzów: 10 512 Sędzia: Nigel Owens |
| 16 października 201014:30 | Jonathan Wisniewski 11 (pd 3K) Sireli Bobo 5 (P) | 16:9(13:6) | Gavin Williams 9 (3K) | Stade Olympique Yves-du-Manoir, Colombes Widzów: 10 512 Sędzia: Nigel Owens |

| 16 października 201017:45 | Saracens                                    | 23:25(11:12) | Leinster                     | Stadion Wembley, Londyn Widzów: 45 892 Sędzia: Christophe Berdos |
| 16 października 201017:45 | Alex Goode 17 (P 4K) Derick Hougaard 6 (2K) | 23:25(11:12) | Jonathan Sexton 25 (P pd 6K) | Stadion Wembley, Londyn Widzów: 45 892 Sędzia: Christophe Berdos |
| 16 października 201017:45 | Richardt Strauss                            | 23:25(11:12) |                              | Stadion Wembley, Londyn Widzów: 45 892 Sędzia: Christophe Berdos |

| 11 grudnia 201015:30 | Saracens                                                   | 21:24(8:13) | Racing Métro                                                                                         | Vicarage Road, Watford Widzów: 6064 Sędzia: Alain Rolland |
| 11 grudnia 201015:30 | Brad Barritt 5 (P) Noah Cato 5 (P) Owen Farrell 11 (pd 3K) | 21:24(8:13) | Francois Steyn 3 (K) Jonathan Wisniewski 11 (pd dg 2K) Juan Martín Hernández 5 (P) Sireli Bobo 5 (P) | Vicarage Road, Watford Widzów: 6064 Sędzia: Alain Rolland |

| 12 grudnia 201016:00 | Clermont                                                          | 20:13(10:10) | Leinster                                     | Stade Marcel-Michelin, Clermont-Ferrand Widzów: 16 106 Sędzia: Wayne Barnes |
| 12 grudnia 201016:00 | Anthony Floch 5 (P) Julien Malzieu 5 (P) Morgan Parra 10 (2pd 2K) | 20:13(10:10) | Jonathan Sexton 8 (pd 2K) Shane Horgan 5 (P) | Stade Marcel-Michelin, Clermont-Ferrand Widzów: 16 106 Sędzia: Wayne Barnes |

| 17 grudnia 201021:00 | Racing Métro                                                            | 14:19(0:16) | Saracens                                      | Stade Olympique Yves-du-Manoir, Colombes Widzów: 8405 Sędzia: George Clancy |
| 17 grudnia 201021:00 | Jonathan Wisniewski 4 (2pd) Mirco Bergamasco 5 (P) Nicolas Durand 5 (P) | 14:19(0:16) | Brad Barritt 5 (P) Owen Farrell 14 (pd dg 3K) | Stade Olympique Yves-du-Manoir, Colombes Widzów: 8405 Sędzia: George Clancy |

| 18 grudnia 201017:45 | Leinster                                                        | 24:8(10:3) | Clermont                                  | Aviva Stadium, Dublin Widzów: 44 873 Sędzia: Nigel Owens |
| 18 grudnia 201017:45 | Cian Healy 10 (2P) Jonathan Sexton 9 (3pd K) Sean O’Brien 5 (P) | 24:8(10:3) | Morgan Parra 3 (K) Napolioni Nalaga 5 (P) | Aviva Stadium, Dublin Widzów: 44 873 Sędzia: Nigel Owens |

| 14 stycznia 201121:00 | Clermont | 28:17(7:10) | Racing Métro                                                            | Stade Marcel-Michelin, Clermont-Ferrand Widzów: 15 263 Sędzia: Wayne Barnes |
| 14 stycznia 201121:00 | Aurélien Rougerie 5 (P) Brock James 6 (3pd) Gonzalo Canale 5 (P) Jason White 5 (P) Morgan Parra 2 (pd) Thomas Domingo 5 (P) | 28:17(7:10) | Bernard Le Roux 5 (P) Juan Martín Hernández 7 (2pd K) Julien Jane 5 (P) | Stade Marcel-Michelin, Clermont-Ferrand Widzów: 15 263 Sędzia: Wayne Barnes |
| 14 stycznia 201121:00 | Alvaro Galindo | 28:17(7:10) |                                                                         | Stade Marcel-Michelin, Clermont-Ferrand Widzów: 15 263 Sędzia: Wayne Barnes |

| 15 stycznia 201113:30 | Leinster | 43:20(22:12) | Saracens                                                                   | RDS Arena, Dublin Widzów: 18 500 Sędzia: Romain Poite |
| 15 stycznia 201113:30 | Dominic Ryan 10 (2P) Eoin O’Malley 5 (P) Fergus McFadden 5 (P) Isa Nacewa 5 (P) Jonathan Sexton 13 (5pd K) Sean O’Brien 5 (P) | 43:20(22:12) | James Short 5 (P) Kelly Brown 5 (P) Nils Mordt 5 (P) Owen Farrell 5 (pd K) | RDS Arena, Dublin Widzów: 18 500 Sędzia: Romain Poite |
| 15 stycznia 201113:30 | Devin Toner | 43:20(22:12) |                                                                            | RDS Arena, Dublin Widzów: 18 500 Sędzia: Romain Poite |

| 21 stycznia 201120:00 | Saracens                                 | 14:24(11:12) | Clermont | Vicarage Road, Watford Widzów: 5812 Sędzia: Alan Lewis |
| 21 stycznia 201120:00 | David Strettle 5 (P) Owen Farrell 9 (3K) | 14:24(11:12) | Anthony Floch 2 (pd) Brent Russell 2 (pd) Tasesa Lavea 5 (P) Ti'i Paulo 5 (P) Wesley Fofana 5 (P) Willie Wepener 5 (P) | Vicarage Road, Watford Widzów: 5812 Sędzia: Alan Lewis |

| 21 stycznia 201121:00 | Racing Métro                                       | 11:36(11:21) | Leinster                                                                                 | Stade Olympique Yves-du-Manoir, Colombes Widzów: 8326 Sędzia: Greg Garner |
| 21 stycznia 201121:00 | Juan Martín Hernández 6 (2K) Virimi Vakatawa 5 (P) | 11:36(11:21) | Brian O’Driscoll 5 (P) Isa Nacewa 5 (P) Jonathan Sexton 21 (2P 4pd K) Sean O’Brien 5 (P) | Stade Olympique Yves-du-Manoir, Colombes Widzów: 8326 Sędzia: Greg Garner |

### Grupa C
| 9 października 201014:30 | Tulon                                        | 19:14(6:6) | Ospreys                                | Stade Mayol, Tulon Widzów: 13 000 Sędzia: Alan Lewis |
| 9 października 201014:30 | Jonny Wilkinson 14 (pd 4K) Paul Sackey 5 (P) | 19:14(6:6) | Dan Biggar 9 (3K) Shane Williams 5 (P) | Stade Mayol, Tulon Widzów: 13 000 Sędzia: Alan Lewis |

| 9 października 201017:45 | London Irish                                              | 23:17(15:6) | Munster                                 | Madejski Stadium, Reading Widzów: 20 188 Sędzia: Christophe Berdos |
| 9 października 201017:45 | Delon Armitage 3 (K) Ryan Lamb 15 (dg 4K) Topsy Ojo 5 (P) | 23:17(15:6) | Ronan O’Gara 12 (4K) Sam Tuitupou 5 (P) | Madejski Stadium, Reading Widzów: 20 188 Sędzia: Christophe Berdos |
| 9 października 201017:45 | Sam Tuitupou                                              | 23:17(15:6) |                                         | Madejski Stadium, Reading Widzów: 20 188 Sędzia: Christophe Berdos |

| 15 października 201020:00 | Ospreys                                                                      | 27:16(17:6) | London Irish                                   | Liberty Stadium, Swansea Widzów: 12 437 Sędzia: Peter Fitzgibbon |
| 15 października 201020:00 | Dan Biggar 12 (4K) James Hook 5 (pd K) Shane Williams 5 (P) Tommy Bowe 5 (P) | 27:16(17:6) | Ryan Lamb 11 (pd 3K) Sailosi Tagicakibau 5 (P) | Liberty Stadium, Swansea Widzów: 12 437 Sędzia: Peter Fitzgibbon |
| 15 października 201020:00 | Jerry Collins                                                                | 27:16(17:6) |                                                | Liberty Stadium, Swansea Widzów: 12 437 Sędzia: Peter Fitzgibbon |

| 16 października 201015:30 | Munster | 45:18(21:10) | Tulon                                                                                               | Thomond Park, Limerick Widzów: 26 000 Sędzia: Wayne Barnes |
| 16 października 201015:30 | Denis Leamy 5 (P) Doug Howlett 10 (2P) James Coughlan 5 (P) Mick O’Driscoll 5 (P) Ronan O’Gara 15 (6pd K) Tony Buckley 5 (P) | 45:18(21:10) | Felipe Contepomi 5 (pd K) Jean-Philippe Genevois 5 (P) Joe van Niekerk 5 (P) Jonny Wilkinson 3 (dg) | Thomond Park, Limerick Widzów: 26 000 Sędzia: Wayne Barnes |
| 16 października 201015:30 | Felipe Contepomi · George Smith                                                                                              | 45:18(21:10) | | Thomond Park, Limerick Widzów: 26 000 Sędzia: Wayne Barnes |

| 12 grudnia 201013:00 | Munster                                                                          | 22:16(8:6) | Ospreys                                | Thomond Park, Limerick Widzów: 26 000 Sędzia: Christophe Berdos |
| 12 grudnia 201013:00 | David Wallace 5 (P) Doug Howlett 5 (P) Johne Murphy 5 (P) Ronan O’Gara 7 (2pd K) | 22:16(8:6) | Dan Biggar 11 (pd 3K) Tommy Bowe 5 (P) | Thomond Park, Limerick Widzów: 26 000 Sędzia: Christophe Berdos |
| 12 grudnia 201013:00 | Paul O’Connell                                                                   | 22:16(8:6) | Paul James                             | Thomond Park, Limerick Widzów: 26 000 Sędzia: Christophe Berdos |

| 12 grudnia 201015:00 | London Irish                                             | 13:19(7:13) | Tulon                                      | Madejski Stadium, Reading Widzów: 12 240 Sędzia: Nigel Owens |
| 12 grudnia 201015:00 | Dan Bowden 3 (K) Delon Armitage 5 (P) Ryan Lamb 5 (pd K) | 13:19(7:13) | Jonny Wilkinson 14 (pd 4K) Rudi Wulf 5 (P) | Madejski Stadium, Reading Widzów: 12 240 Sędzia: Nigel Owens |

| 18 grudnia 201015:30 | Ospreys                                   | 19:15(13:10) | Munster                                                    | Liberty Stadium, Swansea Widzów: 12 189 Sędzia: Romain Poite |
| 18 grudnia 201015:30 | Dan Biggar 14 (pd 4K) Mike Phillips 5 (P) | 19:15(13:10) | Keith Earls 5 (P) Ronan O’Gara 5 (pd K) Tony Buckley 5 (P) | Liberty Stadium, Swansea Widzów: 12 189 Sędzia: Romain Poite |
| 18 grudnia 201015:30 | Lifeimi Mafi                              | 19:15(13:10) |                                                            | Liberty Stadium, Swansea Widzów: 12 189 Sędzia: Romain Poite |

| 18 grudnia 201016:30 | Tulon | 38:17(17:0) | London Irish                                    | Stade Mayol, Tulon Widzów: 11 525 Sędzia: Alain Rolland |
| 18 grudnia 201016:30 | Christian Loamanu 5 (P) Felipe Contepomi 18 (P 5pd K) Mickael Ivaldi 5 (P) Olivier Missoup 5 (P) Tom May 5 (P) | 38:17(17:0) | Alex Corbisiero 5 (P) Chris Malone 12 (P 2pd K) | Stade Mayol, Tulon Widzów: 11 525 Sędzia: Alain Rolland |
| 18 grudnia 201016:30 | Sailosi Tagicakibau                                                                                            | 38:17(17:0) |                                                 | Stade Mayol, Tulon Widzów: 11 525 Sędzia: Alain Rolland |

| 16 stycznia 201115:00 | London Irish                                                                    | 24:12(14:6) | Ospreys                            | Madejski Stadium, Reading Widzów: 12 116 Sędzia: George Clancy |
| 16 stycznia 201115:00 | Dan Bowden 11 (pd 3K) Ryan Lamb 3 (K) Sailosi Tagicakibau 5 (P) Topsy Ojo 5 (P) | 24:12(14:6) | Dan Biggar 9 (3K) James Hook 3 (K) | Madejski Stadium, Reading Widzów: 12 116 Sędzia: George Clancy |
| 16 stycznia 201115:00 | James Buckland                                                                  | 24:12(14:6) |                                    | Madejski Stadium, Reading Widzów: 12 116 Sędzia: George Clancy |

| 16 stycznia 201116:00 | Tulon                                                                 | 32:16(26:9) | Munster                                     | Stade Mayol, Tulon Widzów: 13 900 Sędzia: Dave Pearson |
| 16 stycznia 201116:00 | Christian Loamanu 5 (P) Jonny Wilkinson 22 (2pd 6K) Paul Sackey 5 (P) | 32:16(26:9) | David Wallace 5 (P) Ronan O’Gara 11 (pd 3K) | Stade Mayol, Tulon Widzów: 13 900 Sędzia: Dave Pearson |
| 16 stycznia 201116:00 | Dawit Kubriaszwili                                                    | 32:16(26:9) | Donncha O’Callaghan · Ronan O’Gara          | Stade Mayol, Tulon Widzów: 13 900 Sędzia: Dave Pearson |

| 22 stycznia 201115:30 | Munster                                                                                           | 28:14(0:0) | London Irish                                                                       | Thomond Park, Limerick Widzów: 26 000 Sędzia: Peter Allan |
| 22 stycznia 201115:30 | Damien Varley 5 (P) Darragh Hurley 5 (P) Keith Earls 5 (P) Niall Ronan 5 (P) Ronan O’Gara 8 (4pd) | 28:14(0:0) | Dan Bowden 2 (pd) Ryan Lamb 2 (pd) Sailosi Tagicakibau 5 (P) Seilala Mapusua 5 (P) | Thomond Park, Limerick Widzów: 26 000 Sędzia: Peter Allan |
| 22 stycznia 201115:30 | Faan Rautenbach · Jamie Gibson                                                                    | 28:14(0:0) |                                                                                    | Thomond Park, Limerick Widzów: 26 000 Sędzia: Peter Allan |

| 22 stycznia 201115:30 | Ospreys                                                                          | 29:17(9:14) | Tulon                                                         | Liberty Stadium, Swansea Widzów: 10 192 Sędzia: Wayne Barnes |
| 22 stycznia 201115:30 | Alun Wyn Jones 5 (P) Dan Biggar 9 (3K) James Hook 10 (2pd 2K) Nikki Walker 5 (P) | 29:17(9:14) | Jonny Wilkinson 7 (2pd K) Matt Henjak 5 (P) Rory Lamont 5 (P) | Liberty Stadium, Swansea Widzów: 10 192 Sędzia: Wayne Barnes |

### Grupa D
| 8 października 201019:30 | Ulster                                                                                   | 30:6(11:6) | Aironi                 | Ravenhill Stadium, Belfast Widzów: 7777 Sędzia: Chris White |
| 8 października 201019:30 | Andrew Trimble 5 (P) Ian Humphreys 9 (P 2pd) Ruan Pienaar 11 (P 2K) Simon Danielli 5 (P) | 30:6(11:6) | Ludovic Mercier 6 (2K) | Ravenhill Stadium, Belfast Widzów: 7777 Sędzia: Chris White |
| 8 października 201019:30 | Marco Bortolami                                                                          | 30:6(11:6) |                        | Ravenhill Stadium, Belfast Widzów: 7777 Sędzia: Chris White |

| 10 października 201013:00 | Bath                                        | 11:12(8:0) | Biarritz                 | The Recreation Ground, Bath Widzów: 11 631 Sędzia: James Jones |
| 10 października 201013:00 | Michael Claassens 5 (P) Olly Barkley 6 (2K) | 11:12(8:0) | Dimitri Yachvili 12 (4K) | The Recreation Ground, Bath Widzów: 11 631 Sędzia: James Jones |
| 10 października 201013:00 | David Wilson                                | 11:12(8:0) |                          | The Recreation Ground, Bath Widzów: 11 631 Sędzia: James Jones |

| 16 października 201014:30 | Aironi                 | 6:22(3:17) | Bath                                                                                          | Stadio Luigi Zaffanella, Viadana Widzów: 4000 Sędzia: John Lacey |
| 16 października 201014:30 | Ludovic Mercier 6 (2K) | 6:22(3:17) | Luke Watson 5 (P) Matt Carraro 5 (P) Nick Abendanon 5 (P) Olly Barkley 2 (pd) Tom Biggs 5 (P) | Stadio Luigi Zaffanella, Viadana Widzów: 4000 Sędzia: John Lacey |

| 17 października 201016:00 | Biarritz                                                                                           | 35:15(3:3) | Ulster                                                          | Parc des Sports Aguiléra, Biarritz Widzów: 10 000 Sędzia: Dave Pearson |
| 17 października 201016:00 | Dimitri Yachvili 15 (3pd 3K) Manuel Carizza 5 (P) Sylvain Marconnet 5 (P) Takudzwa Ngwenya 10 (2P) | 35:15(3:3) | Andrew Trimble 5 (P) Ruan Pienaar 5 (pd K) Stephen Ferris 5 (P) | Parc des Sports Aguiléra, Biarritz Widzów: 10 000 Sędzia: Dave Pearson |

| 11 grudnia 201013:30 | Ulster                                           | 22:18(13:15) | Bath                                                         | Ravenhill Stadium, Belfast Widzów: 8247 Sędzia: Jérôme Garcès |
| 11 grudnia 201013:30 | Ian Humphreys 17 (pd 5K) Pedrie Wannenburg 5 (P) | 22:18(13:15) | Jack Cuthbert 5 (P) Lewis Moody 5 (P) Olly Barkley 8 (pd 2K) | Ravenhill Stadium, Belfast Widzów: 8247 Sędzia: Jérôme Garcès |
| 11 grudnia 201013:30 | David Flatman                                    | 22:18(13:15) |                                                              | Ravenhill Stadium, Belfast Widzów: 8247 Sędzia: Jérôme Garcès |

| 11 grudnia 201014:30 | Aironi | 28:27(11:12) | Biarritz | Stadio Luigi Zaffanella, Viadana Widzów: 3000 Sędzia: Peter Fitzgibbon |
| 11 grudnia 201014:30 | Giiulio Toniolatti 5 (P) James Marshall 5 (P) Julien Laharrague 3 (dg) Matteo Pratichetti 5 (P) Tito Tebaldi 10 (2pd 2K) | 28:27(11:12) | Charles Gimenez 5 (P) Dimitri Yachvili 7 (2pd K) Iain Balshaw 5 (P) Romain Terrain 5 (P) Takudzwa Ngwenya 5 (P) | Stadio Luigi Zaffanella, Viadana Widzów: 3000 Sędzia: Peter Fitzgibbon |

| 17 grudnia 201019:00 | Biarritz                                                                                   | 34:3(20:0) | Aironi                  | Parc des Sports Aguiléra, Biarritz Widzów: 6816 Sędzia: Andrew Small |
| 17 grudnia 201019:00 | Benoit August 5 (P) Dimitri Yachvili 14 (4pd 2K) Iain Balshaw 5 (P) Takudzwa Ngwenya 5 (P) | 34:3(20:0) | Riccardo Bocchino 3 (K) | Parc des Sports Aguiléra, Biarritz Widzów: 6816 Sędzia: Andrew Small |

| 18 grudnia 201013:30 | Bath                                                       | 22:26(14:13) | Ulster                                                         | The Recreation Ground, Bath Widzów: 11 900 Sędzia: Pascal Gaüzère |
| 18 grudnia 201013:30 | Matt Banahan 5 (P) Matt Carraro 5 (P) Olly Barkley 12 (4K) | 22:26(14:13) | Adam D’Arcy 5 (P) Ian Humphreys 16 (2pd 4K) Nevin Spence 5 (P) | The Recreation Ground, Bath Widzów: 11 900 Sędzia: Pascal Gaüzère |
| 18 grudnia 201013:30 | Butch James                                                | 22:26(14:13) | Nevin Spence                                                   | The Recreation Ground, Bath Widzów: 11 900 Sędzia: Pascal Gaüzère |

| 15 stycznia 201114:30 | Bath                                                                               | 55:16(36:13) | Aironi                                    | The Recreation Ground, Bath Widzów: 10 000 Sędzia: Neil Paterson |
| 15 stycznia 201114:30 | Luke Watson 10 (2P) Matt Banahan 20 (4P) Olly Barkley 15 (6pd K) Tom Biggs 10 (2P) | 55:16(36:13) | James Marshall 11 (pd 3K) Josh Sole 5 (P) | The Recreation Ground, Bath Widzów: 10 000 Sędzia: Neil Paterson |
| 15 stycznia 201114:30 | Shontayne Hape                                                                     | 55:16(36:13) | Marco Bortolami                           | The Recreation Ground, Bath Widzów: 10 000 Sędzia: Neil Paterson |

| 15 stycznia 201115:30 | Ulster               | 9:6(0:6) | Biarritz                | Ravenhill Stadium, Belfast Widzów: 10 566 Sędzia: Nigel Owens |
| 15 stycznia 201115:30 | Ian Humphreys 9 (3K) | 9:6(0:6) | Dimitri Yachvili 6 (2K) | Ravenhill Stadium, Belfast Widzów: 10 566 Sędzia: Nigel Owens |
| 15 stycznia 201115:30 | Erik Lund            | 9:6(0:6) |                         | Ravenhill Stadium, Belfast Widzów: 10 566 Sędzia: Nigel Owens |

| 22 stycznia 201114:30 | Aironi                                   | 6:43(6:10) | Ulster | Stadio Luigi Zaffanella, Viadana Widzów: 3000 Sędzia: Christophe Berdos |
| 22 stycznia 201114:30 | James Marshall 3 (dg) Tito Tebaldi 3 (K) | 6:43(6:10) | Andrew Trimble 5 (P) Chris Henry 5 (P) Ian Humphreys 13 (5pd K) Pedrie Wannenburg 10 (2P) Simon Danielli 5 (P) | Stadio Luigi Zaffanella, Viadana Widzów: 3000 Sędzia: Christophe Berdos |

| 22 stycznia 201114:30 | Biarritz                                                                | 26:19(14:0) | Bath                                                    | Parc des Sports Aguiléra, Biarritz Widzów: 9337 Sędzia: George Clancy |
| 22 stycznia 201114:30 | Dimitri Yachvili 11 (P 3pd) Iain Balshaw 10 (2P) Takudzwa Ngwenya 5 (P) | 26:19(14:0) | Sam Vesty 4 (2pd) Stuart Hooper 5 (P) Tom Biggs 10 (2P) | Parc des Sports Aguiléra, Biarritz Widzów: 9337 Sędzia: George Clancy |
| 22 stycznia 201114:30 | Duncan Bell                                                             | 26:19(14:0) |                                                         | Parc des Sports Aguiléra, Biarritz Widzów: 9337 Sędzia: George Clancy |

### Grupa E
| 9 października 201014:30 | Benetton                                                | 29:34(28:0) | Leicester Tigers | Stadio comunale di Monigo, Treviso Widzów: 5800 Sędzia: Pascal Gaüzère |
| 9 października 201014:30 | Tommaso Benvenuti 13 (2P dg) Kris Burton 16 (2pd dg 3K) | 29:34(28:0) | Matt Smith 5 (P) Alesana Tuilagi 5 (P) Ben Youngs 5 (P) Martin Castrogiovanni 5 (P) Craig Newby 5 (P) Billy Twelvetrees 9 (3pd K) | Stadio comunale di Monigo, Treviso Widzów: 5800 Sędzia: Pascal Gaüzère |
| 9 października 201014:30 | Robert Barbieri                                         | 29:34(28:0) | | Stadio comunale di Monigo, Treviso Widzów: 5800 Sędzia: Pascal Gaüzère |

| 9 października 201015:30 | Scarlets                                                             | 43:34(26:15) | Perpignan | Parc y Scarlets, Llanelli Widzów: 8911 Sędzia: Andrew Small |
| 9 października 201015:30 | Regan King 5 (P) Rhys Priestland 10 (2P) Stephen Jones 28 (P 4pd 5K) | 43:34(26:15) | Adrien Planté 5 (P) Damien Chouly 5 (P) Jean-Philippe Grandclaude 5 (P) Jerome Porical 9 (3pd K) Julien Candelon 5 (P) Ovidiu Tonita 5 (P) | Parc y Scarlets, Llanelli Widzów: 8911 Sędzia: Andrew Small |
| 9 października 201015:30 | Jonny Fa'amatuainu                                                   | 43:34(26:15) | Jerome Porical | Parc y Scarlets, Llanelli Widzów: 8911 Sędzia: Andrew Small |

| 17 października 201014:00 | Perpignan | 35:14(7:7) | Benetton                                       | Stade Aimé Giral, Perpignan Widzów: 11 368 Sędzia: JP Doyle |
| 17 października 201014:00 | Damien Chouly 5 (P) David Mele 2 (pd) Gavin Hume 5 (P) Gerrie Britz 5 (P) Jerome Porical 11 (P 3pd) Kevin Boulogne 2 (pd) | 35:14(7:7) | Tobias Botes 4 (2pd) Tommaso Benvenuti 10 (2P) | Stade Aimé Giral, Perpignan Widzów: 11 368 Sędzia: JP Doyle |

| 17 października 201015:00 | Leicester Tigers | 46:10(13:10) | Scarlets                                     | Welford Road, Leicester Widzów: 19 160 Sędzia: George Clancy |
| 17 października 201015:00 | Ben Youngs 5 (P) Martin Castrogiovanni 5 (P) Matt Smith 5 (P) Toby Flood 16 (5pd 2K) Tom Croft 10 (2P) Tom Waldrom 5 (P) | 46:10(13:10) | Morgan Stoddart 5 (P) Stephen Jones 5 (pd K) | Welford Road, Leicester Widzów: 19 160 Sędzia: George Clancy |
| 17 października 201015:00 | Alesana Tuilagi | 46:10(13:10) | Regan King                                   | Welford Road, Leicester Widzów: 19 160 Sędzia: George Clancy |

| 11 grudnia 201014:30 | Perpignan                                       | 24:19(13:9) | Leicester Tigers                           | Stade Aimé Giral, Perpignan Widzów: 13 705 Sędzia: Alan Lewis |
| 11 grudnia 201014:30 | Adrien Planté 5 (P) Jerome Porical 19 (P pd 4K) | 24:19(13:9) | Geordan Murphy 5 (P) Toby Flood 14 (pd 4K) | Stade Aimé Giral, Perpignan Widzów: 13 705 Sędzia: Alan Lewis |
| 11 grudnia 201014:30 | David Marty · Marius Tincu                      | 24:19(13:9) | George Chuter                              | Stade Aimé Giral, Perpignan Widzów: 13 705 Sędzia: Alan Lewis |

| 11 grudnia 201015:00 | Scarlets | 35:27(23:13) | Benetton                                                                                     | Parc y Scarlets, Llanelli Widzów: 6421 Sędzia: Greg Garner |
| 11 grudnia 201015:00 | Josh Turnbull 5 (P) Regan King 5 (P) Rhys Priestland 10 (2pd 2K) Sean Lamont 10 (2P) Stephen Jones 5 (pd K) | 35:27(23:13) | Fabio Semenzato 5 (P) Gonzalo Garcia 5 (P) Kris Burton 12 (3pd dg K) Tommaso Benvenuti 5 (P) | Parc y Scarlets, Llanelli Widzów: 6421 Sędzia: Greg Garner |

| 18 grudnia 201014:30 | Benetton                                                             | 15:38(10:18) | Scarlets | Stadio comunale di Monigo, Treviso Widzów: 3800 Sędzia: JP Doyle |
| 18 grudnia 201014:30 | Marco Filippucci 5 (P) Robert Barbieri 5 (P) Willem de Waal 5 (pd K) | 15:38(10:18) | Daniel Newton 8 (P K) Dom Day 5 (P) Gareth Maule 5 (P) Jonny Fa'amatuainu 5 (P) Rhys Priestland 15 (3pd 3K) | Stadio comunale di Monigo, Treviso Widzów: 3800 Sędzia: JP Doyle |
| 18 grudnia 201014:30 | Vernon Cooper                                                        | 15:38(10:18) | | Stadio comunale di Monigo, Treviso Widzów: 3800 Sędzia: JP Doyle |

| 19 grudnia 201015:00 | Leicester Tigers                                   | 22:22(13:9) | Perpignan                                         | Welford Road, Leicester Widzów: 19 519 Sędzia: Peter Fitzgibbon |
| 19 grudnia 201015:00 | Alesana Tuilagi 5 (P) Billy Twelvetrees 17 (pd 5K) | 22:22(13:9) | David Mele 5 (P) Nicolas Laharrague 17 (pd dg 4K) | Welford Road, Leicester Widzów: 19 519 Sędzia: Peter Fitzgibbon |
| 19 grudnia 201015:00 | Rimas Alvarez Kairelis                             | 22:22(13:9) |                                                   | Welford Road, Leicester Widzów: 19 519 Sędzia: Peter Fitzgibbon |

| 15 stycznia 201114:30 | Benetton              | 9:44(9:9) | Perpignan | Stadio comunale di Monigo, Treviso Widzów: 4000 Sędzia: Alan Lewis |
| 15 stycznia 201114:30 | Willem de Waal 9 (3K) | 9:44(9:9) | Farid Sid 5 (P) Grégory Le Corvec 5 (P) Jean-Philippe Grandclaude 2 (pd) Jerome Porical 17 (4pd 3K) Julien Candelon 10 (2P) Nicolas Laharrague 5 (P) | Stadio comunale di Monigo, Treviso Widzów: 4000 Sędzia: Alan Lewis |

| 15 stycznia 201117:45 | Scarlets                                                        | 18:32(10:6) | Leicester Tigers                                                              | Parc y Scarlets, Llanelli Widzów: 12 392 Sędzia: Alain Rolland |
| 15 stycznia 201117:45 | Morgan Stoddart 5 (P) Sean Lamont 5 (P) Stephen Jones 8 (pd 2K) | 18:32(10:6) | Alesana Tuilagi 5 (P) Ben Youngs 5 (P) Steve Mafi 5 (P) Toby Flood 17 (pd 5K) | Parc y Scarlets, Llanelli Widzów: 12 392 Sędzia: Alain Rolland |

| 23 stycznia 201113:00 | Leicester Tigers | 62:15(29:3) | Benetton                                                          | Welford Road, Leicester Widzów: 17 601 Sędzia: Romain Poite |
| 23 stycznia 201113:00 | Alesana Tuilagi 5 (P) Jordan Crane 15 (3P) Manu Tuilagi 5 (P) Scott Hamilton 10 (2P) Steve Mafi 5 (P) Toby Flood 17 (7pd K) Tom Waldrom 5 (P) | 62:15(29:3) | Alberto Sgarbi 5 (P) Brendan Williams 5 (P) Kris Burton 5 (pd dg) | Welford Road, Leicester Widzów: 17 601 Sędzia: Romain Poite |
| 23 stycznia 201113:00 | Ed Slater | 62:15(29:3) | Alberto Sgarbi · Lorenzo Cittadini · Valerio Bernabo              | Welford Road, Leicester Widzów: 17 601 Sędzia: Romain Poite |

| 23 stycznia 201114:00 | Perpignan | 37:5(22:0) | Scarlets              | Stade Aimé Giral, Perpignan Widzów: 13 719 Sędzia: Dave Pearson |
| 23 stycznia 201114:00 | Farid Sid 5 (P) Florian Cazenave 5 (P) Gerrie Britz 5 (P) Henry Tuilagi 5 (P) Jerome Porical 9 (P 2pd) Nicolas Laharrague 8 (pd 2K) | 37:5(22:0) | Jonathan Davies 5 (P) | Stade Aimé Giral, Perpignan Widzów: 13 719 Sędzia: Dave Pearson |

### Grupa F
| 8 października 201019:30 | Glasgow                                                               | 21:13(16:10) | Dragons                                   | Firhill Stadium, Glasgow Widzów: 2597 Sędzia: Jérôme Garcès |
| 8 października 201019:30 | Fergus Thomson 5 (P) Graeme Morrison 5 (P) Ruaridh Jackson 11 (pd 3K) | 21:13(16:10) | Adam Hughes 5 (P) Matthew Jones 8 (pd 2K) | Firhill Stadium, Glasgow Widzów: 2597 Sędzia: Jérôme Garcès |

| 10 października 201016:00 | Tuluza               | 18:16(9:9) | London Wasps                               | Stadium Municipal, Tuluza Widzów: 26 928 Sędzia: George Clancy |
| 10 października 201016:00 | David Skrela 18 (6K) | 18:16(9:9) | Dave Walder 11 (pd dg 2K) David Lemi 5 (P) | Stadium Municipal, Tuluza Widzów: 26 928 Sędzia: George Clancy |

| 16 października 201017:45 | Dragons                                     | 19:40(12:18) | Tuluza | Rodney Parade, Newport Widzów: 6401 Sędzia: Andrew Small |
| 16 października 201017:45 | Matthew Jones 14 (pd 4K) Will Harries 5 (P) | 19:40(12:18) | David Skrela 19 (2pd dg 4K) Florian Fritz 6 (2K) Louis Picamoles 5 (P) Maxime Médard 5 (P) Thierry Dusautoir 5 (P) | Rodney Parade, Newport Widzów: 6401 Sędzia: Andrew Small |
| 16 października 201017:45 | Ben Castle                                  | 19:40(12:18) | David Skrela | Rodney Parade, Newport Widzów: 6401 Sędzia: Andrew Small |

| 17 października 201013:00 | London Wasps                                                                                     | 38:26(28:13) | Glasgow                                       | Adams Park, High Wycombe Widzów: 6759 Sędzia: Pascal Gaüzère |
| 17 października 201013:00 | Ben Jacobs 5 (P) Dave Walder 18 (3pd 4K) Dom Waldouck 5 (P) Joe Simpson 5 (P) Tom Varndell 5 (P) | 38:26(28:13) | Doug Hall 5 (P) Ruaridh Jackson 21 (P 2pd 4K) | Adams Park, High Wycombe Widzów: 6759 Sędzia: Pascal Gaüzère |
| 17 października 201013:00 | Moray Low                                                                                        | 38:26(28:13) |                                               | Adams Park, High Wycombe Widzów: 6759 Sędzia: Pascal Gaüzère |

| 10 grudnia 201020:00 | Glasgow                                            | 16:28(16:25) | Tuluza                                                                                  | Firhill Stadium, Glasgow Widzów: 2946 Sędzia: James Jones |
| 10 grudnia 201020:00 | Federico Aramburu 5 (P) Ruaridh Jackson 11 (pd 3K) | 16:28(16:25) | Cedric Heymans 5 (P) David Skrela 13 (2pd 3K) Florian Fritz 5 (P) Yannick Jauzion 5 (P) | Firhill Stadium, Glasgow Widzów: 2946 Sędzia: James Jones |

| 12 grudnia 201013:00 | Dragons                                      | 16:23(16:13) | London Wasps                                                               | Cardiff City Stadium, Cardiff Widzów: 3432 Sędzia: Peter Allan |
| 12 grudnia 201013:00 | Ashley Smith 5 (P) Jason Tovey 11 (pd dg 2K) | 16:23(16:13) | Ben Jacobs 5 (P) Dave Walder 8 (pd 2K) David Lemi 5 (P) Tom Varndell 5 (P) | Cardiff City Stadium, Cardiff Widzów: 3432 Sędzia: Peter Allan |

| 19 grudnia 201013:00 | London Wasps                                                                                       | 37:10(3:3) | Dragons                                | Adams Park, High Wycombe Widzów: 1236 Sędzia: Christophe Berdos |
| 19 grudnia 201013:00 | Dave Walder 17 (4pd 3K) Joe Ward 5 (P) Mark van Gisbergen 5 (P) Nic Berry 5 (P) Tom Varndell 5 (P) | 37:10(3:3) | Aled Brew 5 (P) Matthew Jones 5 (pd K) | Adams Park, High Wycombe Widzów: 1236 Sędzia: Christophe Berdos |

| 21 grudnia 201019:00 | Tuluza | 36:10(14:3) | Glasgow                                          | Stade Ernest-Wallon, Tuluza Widzów: 18 418 Sędzia: John Lacey |
| 21 grudnia 201019:00 | Clément Poitrenaud 5 (P) David Skrela 11 (4pd K) Maxime Médard 5 (P) Thierry Dusautoir 5 (P) Vincent Clerc 5 (P) Virgile Lacombe 5 (P) | 36:10(14:3) | DTH van der Merwe 5 (P) Ruaridh Jackson 5 (pd K) | Stade Ernest-Wallon, Tuluza Widzów: 18 418 Sędzia: John Lacey |
| 21 grudnia 201019:00 | Patricio Albacete | 36:10(14:3) | Jon Welsh · Richie Gray                          | Stade Ernest-Wallon, Tuluza Widzów: 18 418 Sędzia: John Lacey |

| 15 stycznia 201114:30 | Tuluza                                                            | 17:3(10:3) | Dragons           | Stade Ernest-Wallon, Tuluza Widzów: 17 766 Sędzia: Peter Fitzgibbon |
| 15 stycznia 201114:30 | David Skrela 2 (pd) Thierry Dusautoir 10 (2P) Vincent Clerc 5 (P) | 17:3(10:3) | Jason Tovey 3 (K) | Stade Ernest-Wallon, Tuluza Widzów: 17 766 Sędzia: Peter Fitzgibbon |
| 15 stycznia 201114:30 | Frédéric Michalak                                                 | 17:3(10:3) |                   | Stade Ernest-Wallon, Tuluza Widzów: 17 766 Sędzia: Peter Fitzgibbon |

| 16 stycznia 201113:00 | Glasgow                                       | 20:10(6:10) | London Wasps                            | Firhill Stadium, Glasgow Widzów: 2564 Sędzia: James Jones |
| 16 stycznia 201113:00 | Colin Gregor 5 (P) Ruaridh Jackson 15 (dg 4K) | 20:10(6:10) | Dave Walder 5 (pd K) Tom Varndell 5 (P) | Firhill Stadium, Glasgow Widzów: 2564 Sędzia: James Jones |

| 23 stycznia 201115:00 | London Wasps                                                   | 21:16(13:7) | Tuluza                                        | Adams Park, High Wycombe Widzów: 10 014 Sędzia: Alain Rolland |
| 23 stycznia 201115:00 | Dave Walder 11 (pd 3K) David Lemi 5 (P) Richard Haughton 5 (P) | 21:16(13:7) | David Skrela 11 (pd 3K) Yannick Jauzion 5 (P) | Adams Park, High Wycombe Widzów: 10 014 Sędzia: Alain Rolland |
| 23 stycznia 201115:00 | Serge Betsen                                                   | 21:16(13:7) | Louis Picamoles · Florian Fritz               | Adams Park, High Wycombe Widzów: 10 014 Sędzia: Alain Rolland |

| 23 stycznia 201115:00 | Dragons                                   | 16:23(6:6) | Glasgow                                                                | Rodney Parade, Newport Widzów: 5284 Sędzia: JP Doyle |
| 23 stycznia 201115:00 | Aled Brew 5 (P) Jason Tovey 11 (pd dg 2K) | 16:23(6:6) | Colin Gregor 5 (P) DTH van der Merwe 10 (2P) Ruaridh Jackson 8 (pd 2K) | Rodney Parade, Newport Widzów: 5284 Sędzia: JP Doyle |

## Faza pucharowa
|  |                    |                    |                    |                    |    |                    |                    |          |  |  |       |       |       |
|  | Ćwierćfinał        | Ćwierćfinał        | Ćwierćfinał        |                    |    | Półfinał           | Półfinał           | Półfinał |  |  | Finał | Finał | Finał |
|  | Ćwierćfinał        | Ćwierćfinał        | Ćwierćfinał        |                    |    | Półfinał           | Półfinał           | Półfinał |  |  | Finał | Finał | Finał |
|  | 09 kwietnia 2011   |                    |                    |                    |    |                    |                    |          |  |  |       |       |       |
|  |                    |                    |                    |                    |    |                    |                    |          |  |  |       |       |       |
|  | Leinster           | Leinster           | 17                 |                    |    |                    |                    |          |  |  |       |       |       |
|  | Leinster           | Leinster           | 17                 | 30 kwietnia 2011   |    |                    |                    |          |  |  |       |       |       |
|  | Leicester Tigers   | Leicester Tigers   | 10                 |                    |    |                    |                    |          |  |  |       |       |       |
|  | Leicester Tigers   | Leicester Tigers   | 10                 |                    |    | Leinster           | Leinster           | 32       |  |  |       |       |       |
|  | 10 kwietnia 2011   |                    |                    |                    |    | Leinster           | Leinster           | 32       |  |  |       |       |       |
|  |                    |                    | Tuluza             | Tuluza             | 23 |                    |                    |          |  |  |       |       |       |
|  | Biarritz           | Biarritz           | Tuluza             | Tuluza             | 23 | 20                 |                    |          |  |  |       |       |       |
|  | Biarritz           | Biarritz           |                    |                    |    | 20                 | 21 maja 2011       |          |  |  |       |       |       |
|  | Tuluza             | Tuluza             | 27                 |                    |    |                    |                    |          |  |  |       |       |       |
|  | Tuluza             | Tuluza             | 27                 |                    |    | Leinster           | Leinster           | 33       |  |  |       |       |       |
|  | 10 kwietnia 2011   |                    |                    |                    |    | Leinster           | Leinster           | 33       |  |  |       |       |       |
|  |                    |                    | Northampton Saints | Northampton Saints | 22 |                    |                    |          |  |  |       |       |       |
|  | Northampton Saints | Northampton Saints | Northampton Saints | Northampton Saints | 22 | 23                 |                    |          |  |  |       |       |       |
|  | Northampton Saints | Northampton Saints | 01 maja 2011       |                    |    | 23                 |                    |          |  |  |       |       |       |
|  | Ulster             | Ulster             | 13                 |                    |    |                    |                    |          |  |  |       |       |       |
|  | Ulster             | Ulster             | 13                 |                    |    | Northampton Saints | Northampton Saints | 23       |  |  |       |       |       |
|  | 09 kwietnia 2011   |                    |                    |                    |    | Northampton Saints | Northampton Saints | 23       |  |  |       |       |       |
|  |                    |                    | Perpignan          | Perpignan          | 7  |                    |                    |          |  |  |       |       |       |
|  | Perpignan          | Perpignan          | Perpignan          | Perpignan          | 7  | 29                 |                    |          |  |  |       |       |       |
|  | Perpignan          | Perpignan          |                    |                    |    |                    |                    |          |  |  |       |       |       |
|  | Tulon              | Tulon              | 25                 |                    |    |                    |                    |          |  |  |       |       |       |
|  | Tulon              | Tulon              | 25                 |                    |    |                    |                    |          |  |  |       |       |       |

| 9 kwietnia 201118:00 | Leinster                                 | 17:10(9:3) | Leicester Tigers                      | Aviva Stadium, Dublin Widzów: 49 762 Sędzia: Nigel Owens |
| 9 kwietnia 201118:00 | Isa Nacewa 5 (P) Jonathan Sexton 12 (4K) | 17:10(9:3) | Rob Hawkins 5 (P) Toby Flood 5 (pd K) | Aviva Stadium, Dublin Widzów: 49 762 Sędzia: Nigel Owens |

| 10 kwietnia 201117:30 | Biarritz                                        | 20:27(0:17) | Tuluza | Estadio Anoeta, San Sebastián Widzów: 32 051 Sędzia: Wayne Barnes |
| 10 kwietnia 201117:30 | Dimitri Yachvili 15 (5K) Ilikena Bolakoro 5 (P) | 20:27(0:17) | Cedric Heymans 5 (P) David Skrela 10 (2pd 2K) Maxime Médard 5 (P) Nicolas Bézy 2 (pd) Yannick Nyanga 5 (P) | Estadio Anoeta, San Sebastián Widzów: 32 051 Sędzia: Wayne Barnes |
| 10 kwietnia 201117:30 | Florian Fritz                                   | 20:27(0:17) | | Estadio Anoeta, San Sebastián Widzów: 32 051 Sędzia: Wayne Barnes |

| 10 kwietnia 201114:00 | Northampton Saints                                               | 23:13(10:13) | Ulster                                       | stadium:mk, Milton Keynes Widzów: 21 309 Sędzia: Romain Poite |
| 10 kwietnia 201114:00 | Lee Dickson 5 (P) Soane Tongaʻuiha 5 (P) Steve Myler 13 (2pd 3K) | 23:13(10:13) | Andrew Trimble 5 (P) Ian Humphreys 8 (pd 2K) | stadium:mk, Milton Keynes Widzów: 21 309 Sędzia: Romain Poite |

| 9 kwietnia 201116:30 | Perpignan                                                             | 29:25(6:11) | Tulon                                                                                    | Estadi Olímpic de Montjuïc, Barcelona Widzów: 55 000 Sędzia: Alain Rolland |
| 9 kwietnia 201116:30 | Adrien Planté 5 (P) Jerome Porical 19 (2pd 5K) Perry Freshwater 5 (P) | 29:25(6:11) | Fabien Cibray 5 (P) George Smith 5 (P) Joe van Niekerk 5 (P) Jonny Wilkinson 10 (2pd 2K) | Estadi Olímpic de Montjuïc, Barcelona Widzów: 55 000 Sędzia: Alain Rolland |
| 9 kwietnia 201116:30 | Guillaume Vilaceca · Robins Tchale-Watchou                            | 29:25(6:11) |                                                                                          | Estadi Olímpic de Montjuïc, Barcelona Widzów: 55 000 Sędzia: Alain Rolland |

| 30 kwietnia 201115:30 | Leinster                                                               | 32:23(16:13) | Tuluza                                                                                  | Aviva Stadium, Dublin Widzów: 50 073 Sędzia: Dave Pearson |
| 30 kwietnia 201115:30 | Brian O’Driscoll 5 (P) Jamie Heaslip 5 (P) Jonathan Sexton 22 (2pd 6K) | 32:23(16:13) | David Skrela 10 (2pd dg K) Florian Fritz 5 (P) Louis Picamoles 5 (P) Nicolas Bézy 3 (K) | Aviva Stadium, Dublin Widzów: 50 073 Sędzia: Dave Pearson |
| 30 kwietnia 201115:30 | Brian O’Driscoll                                                       | 32:23(16:13) |                                                                                         | Aviva Stadium, Dublin Widzów: 50 073 Sędzia: Dave Pearson |

| 1 maja 201115:00 | Northampton Saints                                       | 23:7(17:7) | Perpignan                                       | stadium:mk, Milton Keynes Widzów: 18 231 Sędzia: George Clancy |
| 1 maja 201115:00 | Ben Foden 5 (P) Jon Clarke 5 (P) Steve Myler 13 (2pd 3K) | 23:7(17:7) | Guilhem Guirado 5 (P) Nicolas Laharrague 2 (pd) | stadium:mk, Milton Keynes Widzów: 18 231 Sędzia: George Clancy |
| 1 maja 201115:00 | Julien Candelon                                          | 23:7(17:7) |                                                 | stadium:mk, Milton Keynes Widzów: 18 231 Sędzia: George Clancy |

| 21 maja 201117:00 | Leinster                                          | 33:22(6:22) | Northampton Saints                                                          | Millennium Stadium, Cardiff Widzów: 72 456 Sędzia: Romain Poite |
| 21 maja 201117:00 | Jonathan Sexton 28 (2P 3pd 4K) Nathan Hines 5 (P) | 33:22(6:22) | Ben Foden 5 (P) Dylan Hartley 5 (P) Phil Dowson 5 (P) Steve Myler 7 (2pd K) | Millennium Stadium, Cardiff Widzów: 72 456 Sędzia: Romain Poite |
| 21 maja 201117:00 | Brian Mujati · Phil Dowson                        | 33:22(6:22) |                                                                             | Millennium Stadium, Cardiff Widzów: 72 456 Sędzia: Romain Poite |